# Sobor (Hungria)
Sobor é um município da Hungria, situado no condado de Győr-Moson-Sopron. Tem 16,72 km² de área e sua população em 2015 foi estimada em 250 habitantes.